# 白枪杆
白枪杆（学名：Fraxinus malacophylla）是木犀科梣属的植物，是中国的特有植物。分布于中国大陆的广西、云南等地，生长于海拔500米至1,500米的地区，多生于石灰岩山地次生林中，目前尚未由人工引种栽培。